# Сефевие
Сефевие́ (Сефевия, Сафавийа; перс. صفویه‎) — суфийский тарикат (духовный орден), основанный Сефи ад-Дином в начале XIV века. Позднее духовные лидеры тариката из династии Сефевидов правили Персией в 1501—1722 годах.

## История
Шейх Сефи ад-Дин Исхак (1252—1334) из города Ардебиль, расположенного в Иранском Азербайджане, после смерти своего учителя Захида Гилани в 1301 году возглавил основанный им тарикат захидия, который позднее стал известен как орден сефевие. Сефи ад-Дин был суннитом, последователем шафиитского мазхаба. Вероятнее всего, он был курдом по происхождению (также существует мнение об азербайджанском тюркском происхождении), но при шахе Исмаиле династия Сефевидов стала претендовать на происхождение от шиитского имама Мусы аль-Казима, потомка исламского пророка Мухаммеда.
После смерти основателя бразды правления орденом перешли в руки его потомков, которые продолжили усиливать влияние сефевие в условиях политической нестабильности в регионе. Их опорой стали туркменские племена известные как «кызылбаши» («красноголовые»). Вероятно, первые отношения со слегка исламизированными туркменами были установлены с целью обращения их в свою веру. Несмотря на общее название, эти полукочевые племена были различного происхождения. Наиболее значительными из них были шамлу, устаджлу, текелю, румлу и зулькадар, которые переселились с территории Сирии и Анатолии.
Во времена Сефи ад-Дин и его сына Садр ад-Дина (ум. 1391 или 1392) религиозные убеждения сефевие, по-видимому, были суннитскими. Переход к шиизму состоялся в период правления Ходжи Али (ум. 1427), внука основателя тариката. По мнению Петрушевского, это произошло ещё при Садр ад-Дине, в числе последователей которого числился явный шиит, поэт Касим аль-Анвар. Переход состоялся под влиянием туркменских племён, которые исповедовали одну из популярных ветвей шиизма, но система верований сефевие имела мало общего с ортодоксальным двунадесятническим шиизмом.
Со второй половины XV века шейхи сефевие превратились в крупных феодалов и стали активно участвовать в междоусобной войне за гегемонию в Азербайджане. При шейхе Джунейде (годы правления: 1447—1460) орден стал более военизированным, с уклоном в сторону «крайнего» шиизма (гулат). Их верования наполнились элементами шаманизма и анимизма, в том числе и верой в переселение душ. Шейх Джунейд, ставший первым главой сефевие, принявшим титул султана, был убит в 1460 году во время похода в Ширван. Его сын Хайдар стал духовным лидером тариката сефевие в 1471 или 1472 году. Он возглавил несколько походов в Дагестан и во время третьего похода в 1488 году его войска были окружены у крепости Байкирд в Табасаране, а сам Хайдар пал в бою с войсками Ширваншахов и Ак-Коюнлу.
После смерти Хайдара новым главой сефевие стал его старший сын Султан-Али. В 1491 году он и его братья Ибрахим и Исмаил были заключены под стражу в крепости Истахра. Спустя два года, в августе 1493 года они были освобождены султаном Рустамом, который надеялся использовать их в своей борьбе за престол Ак-Коюнлу. Однако, испугавшись мощи сторонников сефевие, Рустам приказывает вновь арестовать их с намерением казнить Султан-Али и истребить его последователей в Ардебиле и Тебризе. Сыновьям Хайдара удаётся сбежать из плена и дойти до Ардебиля, но Султан-Али гибнет в битве с подоспевшими воинами Рустама. Согласно сефевидской традиции, незадолго до битвы он назначил главой тариката своего младшего брата Исмаила.
Эволюция сефевие из мессианствующего религиозного течения во главе с шейхом в династию Сефевидов, возглавляемую шахом, произошла именно при Исмаиле. После пяти лет жизни под протекцией правителя Гиляна из династии Каркия, в 1499 году он начал поход против Ширваншахов и разбил их войско. В 1501 году Исмаил разгромил правителя Ак-Коюнлу Алванда. Захватив Азербайджан, он провозгласил себя шахом, начал чеканить монеты со своим именем и объявил Тебриз столицей нового государства. Успехи Исмаила были бы невозможны без помощи кызылбашей, которые видели во главе тариката инкарнацию Бога и были готовы слепо следовать его указам, даже если для этого требовалось принять мученическую смерть. За проявленную верность эти туркменские племена получали во владение завоёванные провинции, а их лидеры назначались вали.
Приход к власти шиитов-кызылбашей во главе с шахом Исмаилом изменил религиозный ландшафт Ближнего Востока. К началу XV века шиизм был распространён лишь в ряде маленьких общин на территории Сирии, Бахрейна и Восточной Аравии, а также в шиитских кварталах некоторых иранских городов. Исмаил объявил шиизм государственной религией новой империи и вознамерился сделать шиитским весь Иран. В этом ему помогали представители местного духовенства, обращённые из суннизма в шиизм, а также иммигрировавшие в страну арабы-шииты из Ливана, Ирака и побережья Персидского залива. Сунниты подверглись жестоким репрессиям со стороны сторонников Исмаила, у них отбирали накопленные богатства и принуждали к отказу от своих убеждений, а суннитские мечети сжигались. Такая политика в конце концов привела к тому, что иранцы, большинство которых до прихода к власти Сефевидов были суннитами, к XVIII веку в основной своей массе стали исповедовать шиизм. Успехи Сефевидов оказали сильное влияние на близлежащие регионы, особенно это касается Индии, где в 1502 году Юсуф Адил-шах объявил шиизм государственной религией Биджапурского султаната. Также шиитами были представители династии Кутб-шахов, правивших султанатом Голконда. Однако индийским шиитам не удалось повторить успех Сефевидов и большинство здешних мусульман остались суннитами, а шиитские государства впоследствии были поглощены Империей Великих Моголов.